# M Plaza Saigon
M Plaza Saigon (hay còn được viết là mPlaza Saigon), trước đây là Kumho Asiana Plaza, là một tổ hợp văn phòng, thương mại, căn hộ cao cấp và khách sạn tọa lạc tại 3 mặt tiền đường Lê Duẩn, Hai Bà Trưng, Nguyễn Du và một phần đường Lê Văn Hưu (phần còn lại là Ngôi nhà Đức kế bên), Thành phố Hồ Chí Minh, công trình phức hợp gồm 3 tòa nhà và là một điểm nhấn cho thành phố. Được thi công bởi tập đoàn Kumho Asiana từ Hàn Quốc. Công trình hoàn thành năm 2008, với tòa căn hộ cao nhất cao 108m. Nhiều tiện ích như khách sạn 5 sao, nhà hàng,...đều có ở đây. Nằm ngay trung tâm thành phố, Kumho Asiana Plaza là một trong những tòa nhà đẹp nhất nơi đây. Ngày 9 tháng 6 năm 2016, tập đoàn bất động sản Mapletree [en] từ Singapore đã mua lại tổ hợp từ Kumho Asiana thông qua công ty con Saigon Boulevard Complex. Ngày 8 tháng 8 năm 2017, Kumho Asiana Plaza được đổi tên thành mPlaza Saigon như hiện tại.

## Mô tả

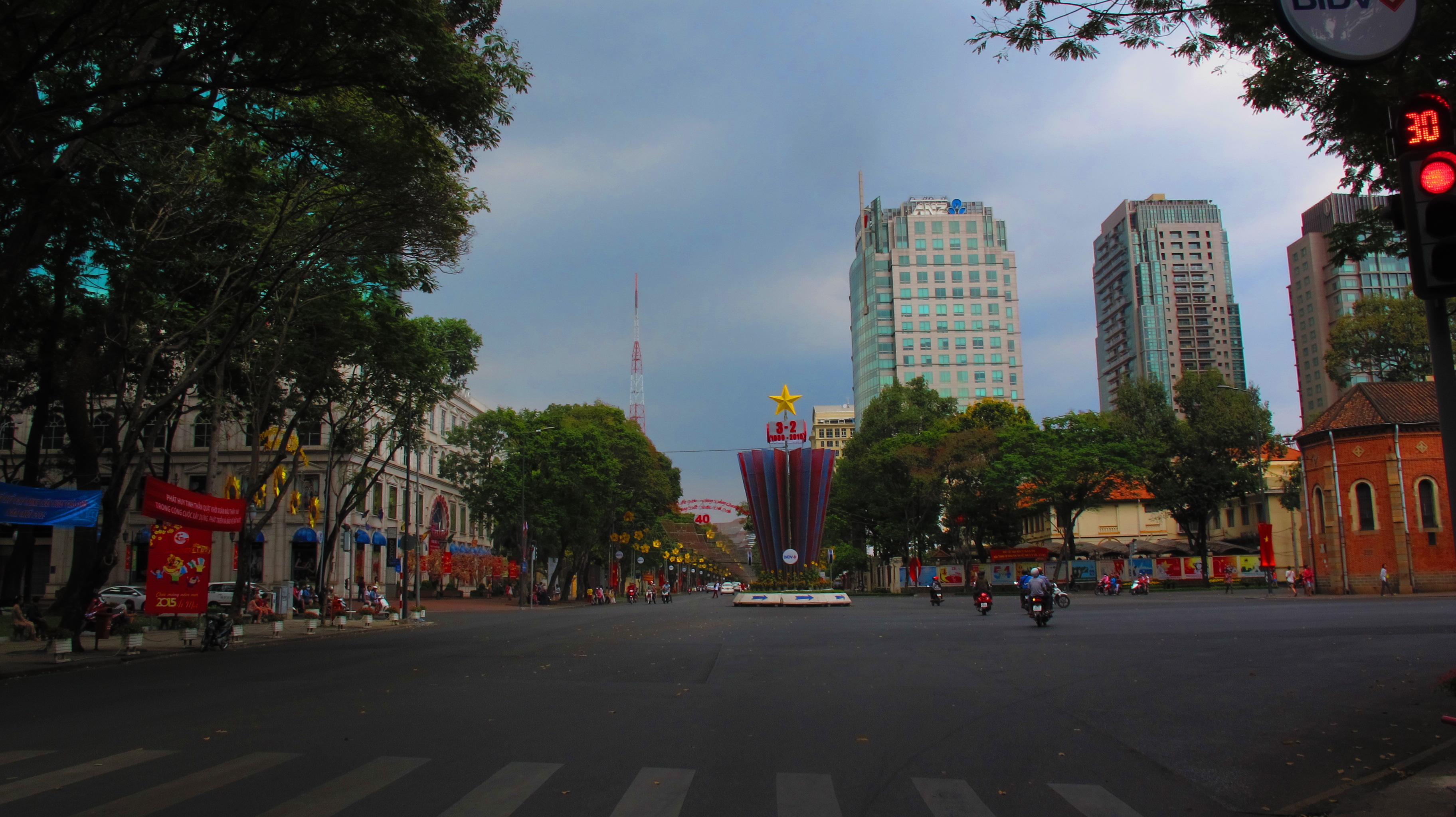
Tổ hợp mPlaza Saigon vào năm 2015, khi còn là Kumho Asiana Plaza, nhìn từ Công viên 30 tháng 4 trên đường Lê Duẩn (góc phải)

- Tòa văn phòng: Được gọi là mPlaza Saigon Tower, trước là Kumho Asiana Tower, có 21 tầng nổi, 3 tầng hầm, diện tích 31.562 m². Nằm ở góc đường Lê Duẩn - Hai Bà Trưng, mặt hướng về phía đường Lê Duẩn.
  - Tầng 1 – 3 : Lối vào tòa nhà / Sảnh chính và lễ tân / Ngân hàng Shinhan [en] (trước kia là ANZ, sau 2017 thì bán lại thị phần ở Việt Nam cho Shinhan) / Khu trung tâm thương mại, bán lẻ, ẩm thực và chăm sóc sức khỏe.
  - Tầng 4 – 21: Văn phòng cho thuê, với khoảng 31.562 m2 sàn. Mỗi sàn có diện tích chuẩn 1.700m2 được chia thành nhiều diện tích cho thuê linh hoạt như: 113 – 215 – 272 – 526 – 652 – 738 m².
- Tòa khách sạn và căn hộ: Khách sạn có 21 tầng gồm 305 phòng nghỉ, 11 phòng họp (1.238 m²) tổng không gian hội họp ở góc đường Hai Bà Trưng - Nguyễn Du và căn hộ có 31 tầng và 1 tầng thượng thì có 260 căn hộ cao cấp từ một đến ba phòng ngủ, cao 110m ở góc đường Nguyễn Du - Lê Văn Hưu[3]. Ban đầu được gọi là Kumho Asiana Plaza Hotel & Apartments, và sau đó, tập đoàn Kumho Asiana đã ký kết với tập đoàn InterContinental Hotels Group (IHG) từ Anh để điều hành tổ hợp này dưới tên InterContinental Asiana Saigon Hotel & Residences (sau khi Mapletree mua lại tổ hợp và đổi thành mPlaza Saigon thì khách sạn và căn hộ đã bỏ chữ Asiana ra khỏi tên). Cho đến tháng 7 năm 2024, sau khi Mapletree ký thỏa thuận hợp tác với Marriott International [en] từ Hoa Kỳ để chuyển khu khách sạn và căn hộ cho tập đoàn này điều hành dưới tên JW Marriott Hotel & Suites Saigon thuộc thương hiệu khách sạn JW Marriott [en] của tập đoàn. Trước khi chính thức đi vào hoạt động vào tháng 9 năm 2024, khách sạn đã được cải tạo để phù hợp với tiêu chuẩn khách sạn của thương hiệu JW Marriott.
- Khối đế bán lẻ, thương mại nối tòa văn phòng và khách sạn: 2 tầng nổi, 1 tầng thượng có hồ bơi, diện tích 6.880 m², ở mặt tiền đường Hai Bà Trưng, đối diện Bưu điện Thành phố Hồ Chí Minh. Trước kia còn được gọi là trung tâm thương mại Kumho Asiana Plaza.
- Hầm đỗ xe: gồm 3 tầng, diện tích 40.890 m²

## Sự kiện nổi bật
Trong Chuyến thăm Việt Nam năm 2016 tại Thành phố Hồ Chí Minh, cựu tổng thống Hoa Kỳ Barack Obama đã nghỉ lại tại phòng nguyên thủ của khách sạn JW Marriott Hotel & Suites Saigon, khi đó là InterContinental Saigon.

## Liên kết
Website chính thức